# 姚洁
姚洁（1977年4月10日—），女子羽毛球运动员。生于中国湖北武汉，曾入選中国国家羽毛球队；其後移居荷蘭繼續打球，曾在2002至2013年間，九度贏得荷蘭全國羽毛球錦標賽女子單打冠軍。姚洁曾在2009年宣布退役，但2011年高齡復出備戰倫敦奥運，至2012年底再度宣布掛拍。

## 羽毛球生涯

### 成長與出道
姚洁出身体育世家，爸爸是足球運動員，妈妈則练过体操和田径。小时候曾被体操教练看中，練習過一阵体操，後來才改练羽毛球。姚洁其後曾入選中国国家羽毛球队，並和奥运冠军张宁属于同一批队员。

### 轉戰荷蘭
1999年，姚洁从国家队調回湖北队，经过省队同意后，她決定轉到荷兰一家羽毛球俱乐部打球。由于她在荷兰期间的不俗表现，荷兰国家队遂邀請她入隊作為张海丽的陪练，並提供了一份为期一年的工作合同。
2001年9月，姚洁参加了荷兰羽毛球公开赛，並与张海丽双双打进决赛；之后又代表荷兰贏得欧洲羽毛球锦标赛冠军。同年11月，她打算回国参加九运会，连机票都买好了，但她最终却未歸國參賽。結果，姚洁延长了自己在荷兰的工作签证，並繼續代表荷兰参加一些歐洲舉行的公开赛。
2003年10月，姚洁取得了荷兰籍，正式加入荷蘭國家羽毛球隊成為「海外兵團」；同年，她回到广州，参加中国羽毛球公开赛。2004年，姚洁代表荷蘭參加雅典奥运会羽毛球比赛女單賽事，在十六強負於中國香港的王晨出局。
2008年，姚洁本已经获得世界羽联要求的积分出戰奥运；然而，由於荷兰奧委會限制運動員必须进入世界前16名才能参加奥运会，其時世界排名第17位的姚洁只能遺憾错过在中国北京举办的奥运会。同年10月，31岁的她贏得荷兰羽毛球公开赛冠軍，时隔三年後再尝冠军滋味。2009年，姚洁宣布退役。

### 高齡復出
2011年，已退役两年的姚洁獲荷兰奥委会召回国家队，意味她将會继雅典奥运会之后，再次参加奥运会。同年6月，她出戰新加坡羽毛球超級賽，先後擊敗成池鉉和裴延姝，更在半準決賽淘汰2號種子王仪涵，以34歲之齡再次進入超級系列賽準決賽。
2012年7月，姚洁代表荷蘭出戰英國倫敦舉行的奥林匹克运动会羽毛球比賽女子單打項目，在小組賽階段先後擊敗立陶宛的厄维尔·斯塔普赛蒂特和冰島的拉娜·比约·因戈尔夫斯多蒂尔，順利晉級淘汰賽；但在首輪賽事便以0比2（14-21、16-21）負於印度的塞娜·内维尔出局，16強止步，結束第二次奧運之旅。同年11月，姚洁參加香港羽毛球超級賽女單賽事，首輪就以1比2不敵泰國小將布桑兰·恩布鲁庞出局；賽後，她宣布掛拍，結束其運動員生涯。

## 個人生活
姚洁的丈夫為荷兰羽毛球運動員方發財。

## 主要比賽成績
只列出曾進入準決賽的國際賽事成績：
| 年份   | 賽事                     | 公開賽級別 | 項目     | 拍檔          | 成績   |
| ------ | ------------------------ | ---------- | -------- | ------------- | ------ |
| 2002年 | 歐洲羽毛球錦標賽         | 其他       | 女子單打 | －            | 冠軍   |
| 2004年 | 歐洲羽毛球錦標賽         | 其他       | 女子單打 | －            | 季軍   |
| 2004年 | 新加坡羽毛球公開賽       | 不適用     | 女子單打 | －            | 準決賽 |
| 2006年 | 歐洲羽毛球錦標賽         | 其他       | 女子單打 | －            | 季軍   |
| 2006年 | 泰國羽毛球公開賽         |            | 女子單打 | －            | 準決賽 |
| 2007年 | 馬來西亞羽毛球超級賽     | 超級賽     | 女子單打 | －            | 準決賽 |
| 2007年 | 中華台北羽毛球黃金大獎賽 | 黃金大獎賽 | 女子單打 | －            | 準決賽 |
| 2008年 | 荷蘭羽毛球大獎賽         | 大獎賽     | 女子單打 | －            | 冠軍   |
| 2008年 | 丹麥羽毛球超級賽         | 超級賽     | 女子雙打 | 茱蒂·梅伦迪克 | 準決賽 |
| 2009年 | 碧特博格羽毛球大獎賽     | 大獎賽     | 女子單打 | －            | 準決賽 |
| 2009年 | 比利時羽毛球國際賽       | 國際挑戰賽 | 女子單打 | －            | 冠軍   |
| 2009年 | 荷蘭羽毛球大獎賽         | 大獎賽     | 女子單打 | －            | 冠軍   |
| 2009年 | 丹麥羽毛球超級賽         | 超級賽     | 女子單打 | －            | 準決賽 |
| 2009年 | 法國羽毛球超級賽         | 超級賽     | 女子單打 | －            | 準決賽 |
| 2009年 | 世界羽聯超級系列賽總決賽 | 超級賽     | 女子單打 | －            | 準決賽 |
| 2010年 | 荷蘭羽毛球大獎賽         | 大獎賽     | 女子單打 | －            | 亞軍   |
| 2011年 | 新加坡羽毛球超級賽       | 超級賽     | 女子單打 | －            | 準決賽 |
| 2011年 | 荷蘭羽毛球大獎賽         | 大獎賽     | 女子單打 | －            | 冠軍   |
| 2011年 | 碧特博格羽毛球黃金大獎賽 | 黃金大獎賽 | 女子單打 | －            | 亞軍   |
| 2011年 | 意大利羽毛球國際賽       | 國際挑戰賽 | 女子單打 | －            | 冠軍   |
| 2012年 | 芬蘭羽毛球公開賽         | 國際挑戰賽 | 女子單打 | －            | 冠軍   |
| 2012年 | 荷蘭羽毛球國際賽         | 國際挑戰賽 | 女子單打 | －            | 冠軍   |
| 2012年 | 歐洲羽毛球錦標賽         | 其他       | 女子單打 | －            | 準決賽 |

| 2007-2017年 | 首要超級賽 | 超級賽 | 黃金大獎賽 | 大獎賽 | 國際挑戰賽 | 國際系列賽 | 未來系列賽 | 其他 |

- 1998年

荷蘭羽毛球公開賽 女單亞軍
- 1999年

馬來西亞羽毛球公開賽 女單第3/4名
- 2001年

荷蘭羽毛球公開賽 女單亞軍
- 2003年

荷蘭羽毛球公開賽 女單冠軍
- 2004年

丹麥羽毛球公開賽 女单亞軍
荷蘭羽毛球公開賽 女单亞軍
- 2005年

泰國羽毛球公开赛 女單冠軍
- 2006年

中国羽毛球公开赛 女單亞軍
澳門羽毛球公開賽 女單第3/4名

### 奧運會和世錦賽參賽紀錄
|          | 2003 | 2004 | 2005 | 2006 | 2007 | 2008 | 2009 | 2010 | 2011 | 2012 |
| -------- | ---- | ---- | ---- | ---- | ---- | ---- | ---- | ---- | ---- | ---- |
| 女子單打 | 64強 | 16強 | 16強 | 32強 | 32強 | －   | 32強 | 16強 | 48強 | 16強 |